# Kharagauli
Kharagauli (in georgiano ხარაგაული?) è un comune della Georgia, situato nella regione dell'Imerezia.